# Dàn âm thanh gia đình

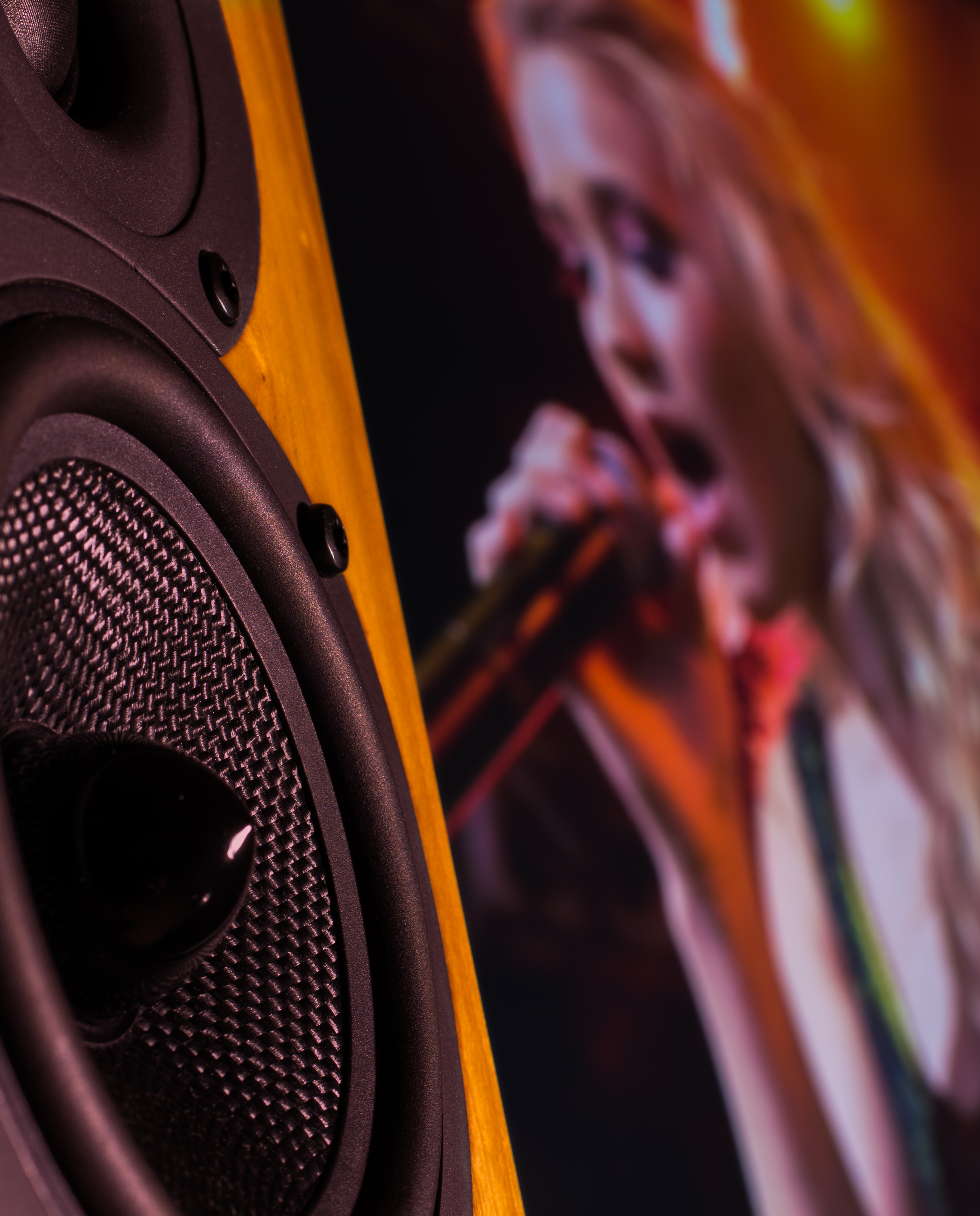
Chiếc loa vệ tinh thuộc dàn âm thanh gia đình này cung cấp âm thanh chất lượng cao khi theo dõi một buổi hòa nhạc trên chiếc tivi màn hình phẳng.

Dàn âm thanh gia đình hay dàn âm thanh tại gia (tiếng Anh: Home audio) là những đồ điện tử âm thanh được sử dụng nhằm phục vụ hoạt động giải trí tại gia, ví dụ như dàn âm thanh trên kệ và dàn máy thu âm thanh vòm.